# Pomone (opera)
Pomone (Pomona) je opera Roberta Camberta z roku 1671. Libreto sepsal básník Pierre Perrin, na motivy mýtu o bohyni Pomoně. Premiéra opery byla uvedena v divadle Jeu de Paume de la Bouteille (které patřilo pod Académie d'Opéra, kde byli Cambert a Perrin v té době ředitelé) 3. března 1671. Během osmi měsíců produkce Pomony bylo odehráno 146 repríz. Do dnešní doby se zachovala pouze část partitury.

## Vznik a první představení
Francouzské publiku nemělo v oblibě vliv italské opery ve Francii (raději mělo francouzské ballet de cour), a proto se spousta hudebních skladatelů pokoušela vytvořit dílo, které by získalo větší sympatie publika.
Ty si získá právě Cambert s Perrinem díky Pomoně, protože se jednalo o první operu zpívanou francouzsky (které rozuměly i prostí lidé, oproti německým, či italským dílům).
První představení se odehrálo v Paříži a sklidilo značný úspěch, následně bylo odehráno 146 repríz.
Cambertova (i Perrinova) dráha však skončila poměrně rychle. Za necelé dva roky se totiž do popředí francouzské hudební scény dostává Jean-Baptiste Lully a prakticky veškerý zájem publika (i krále Ludvíka XIV.) strhává na sebe.

## Charakteristika
Pomone je první operou ve francouzštině, nejedná se však o francouzskou operu v pravém slova smyslu, jedná se o italskou operu ve francouzštině (první francouzskou operou se stala až o dva roky později Lullyho opera Cadmus et Hermione).

## Osoby a první obsazení
| Role                                                     | Hlas         | Premiéra, 3. března 1671                  |
| -------------------------------------------------------- | ------------ | ----------------------------------------- |
| Pomone (Pomona), bohyně ovoce                            | soprán       | Marie-Madeleine Jossier, zvaná „Cartilly“ |
| Flore (Flora), bohyně květin, Pomonina sestra            | soprano      |                                           |
| Vertumne (Vertumnus), bůh Laresu, zamilovaný do Pomony   | baryton      | François Beaumavielle                     |
| Faune (Faun), bůh venkovanů a lesů, zamilovaný do Pomony | basse-taille | Pierre Rossignol                          |
| Dieu des Jardins (Bůh zahrad), zamilovaný do Pomony      |              |                                           |
| Juturne, Pomonina nymfa                                  |              |                                           |
| Venilie, Pomonina nymfa                                  |              |                                           |
| Beroé, Pomonina chůva                                    |              |                                           |

## Pomone ve filmu
Části z opery Pomone (konkrétně árie Passons nos jours dans ces vergers a Que voyez-vous, mes yeux?) se objevují v historickém filmu Král tančí.

## Nahrávky
Pomone nemohla být nikdy nahrána, neboť se dochovala pouze část partitury, obsahující zhruba 30 minut hudby. Ta byla nahrána souborem La Simphonie de Marais (dirigent Hugo Reyne) na 2 CD, které také obsahovaly Lullyho Les fêtes de l'Amour et de Bacchus (Accord, 2004).